# Jožef Pustaj
Jožef Pustaj, originalno ime Jožef Pozderec (mađ.: Pusztai József) (Beltinci, 26. siječnja, 1864. – Beltinci, 13. veljače, 1934.) slovenski je pisac, pjesnik, učitelj, kantor i novinar u Mađarskoj.
Rođen je u Prekmurju. Njegov otac je bio Janoš Pozderec, a majka Franciška Nemec. Školu je pohađao u Beltincima, zatim učio u Međimurju u Čakovcu i u Pečuhu. 1883. godine dobio učiteljsku diplomu. Šest godina je radio u mjestu Szőceu. 1889. radio u Martjancima, kod Murske Sobote. Dobro je govorio hrvatski i njemački jezik. Neki vjeruju da je mađarski jezik znao bolje nego prekomurski ili hrvatski. Nažalost, nije ne osjećao da on je Slovenac.
1919. godine je živio u Beltincima i ondje je umro.

## Djela
- Krcsánszko katholicsanszko pesmi z iz potrejbnimi molitvami i vnógimi vogrszkimi peszmami/Kersztény katholikus egyházi énekek a legszükségesebb imákkal és több magyar énekkel, 1893.
- Dober pajdás (1899., 1900., 1901.)
- Mála molitvena kniga z potrejbnimi molitvani i vnó gimi peszmami za katholicsanszko mladézen/Kis imakönyv a legszükségesebb imákkal és énekekkel a kath. ifjúság számára 1900.

## Vanjske poveznice
- Muravidéki Életrajzi Lexikon
- Szinnyei József: Magyar írók élete és munkái